# 1834年の相撲
1834年の相撲（1834ねんのすもう）は、1834年の相撲関係のできごとについて述べる。

## できごと
三都の相撲の内、京都相撲・大坂相撲はこの年本場所が行われなかった。

## 興行
- 1月場所（江戸相撲）[1]
  - 興行場所:本所回向院
  - 3月2日（旧1月22日）より晴天10日間興行
- 10月場所（江戸相撲）[2]
  - 興行場所:本所回向院
  - 11月25日（旧10月25日）より晴天10日間興行